# Tadeusz Walichnowski
Tadeusz Adam Walichnowski (ur. 26 lutego 1928 w Warszawie, zm. 18 stycznia 2005 tamże) – generał brygady MO, funkcjonariusz organów bezpieczeństwa, prawnik, historyk, politolog. Uważany za jednego z liderów frakcji nacjonalitarnej w PZPR.

## Życiorys

### Wykształcenie i praca zawodowa
Syn Jana i Leokadii. W 1959 ukończył studia na Wydziale Prawa i Administracji Uniwersytetu Warszawskiego. W 1967 uzyskał stopień naukowy doktora na Uniwersytecie im. Mikołaja Kopernika w Toruniu, w 1970 stopień doktora habilitowanego. W 1977 został profesorem nadzwyczajnym, a w 1983 profesorem zwyczajnym.
15 grudnia 1946 rozpoczął służbę w organach bezpieczeństwa publicznego jako młodszy referent Placówki w Olsztynie Ekspozytury Kolejowej Powiatowego Urzędu Bezpieczeństwa Publicznego w Ostródzie (do 1950). Następnie był funkcjonariuszem WUBP w Olsztynie (1950–1951), funkcj. MBP (1951–1955), funkcj. KdsBP (1955–1957), słuchacza Szkoły Departamentu I MSW w Warszawie (1957–1958), funkcj. Departamentu I MSW (1958–1961), prac. rezydentury wywiadu MSW w Wiedniu, oficjalnie na etacie attaché/II sekr. Ambasady PRL w Austrii (1961–1965), p.o. nacz./nacz. Wydziału III w Departamencie I MSW (1965–1967) i z-cy dyrektora III Departamentu MSW (1967–1969). Usunięty z MSW jako czołowy przedstawiciel frakcji antysemickiej. W latach 1970–1976 był pracownikiem naukowym PAN, m.in. zastępcą dyrektora ds. naukowych Instytutu Krajów Socjalistycznych PAN. Od 1976 do 1980 pełnił funkcję naczelnego dyrektora Archiwów Państwowych. W latach 1977–1981 był równocześnie profesorem Wyższej Szkoły Nauk Społecznych przy KC PZPR. W 1980 powrócił do służby w MSW i w latach 1980–1990 pełnił funkcję rektora Akademii Spraw Wewnętrznych. W stan spoczynku przeszedł w 1990. W latach 90. był pracownikiem naukowym w Prywatnej Wyższej Szkole Businessu i Administracji w Warszawie.
W październiku 1984 awansowany do stopnia generała brygady Milicji Obywatelskiej. Akt nominacyjny wręczył mu w Belwederze 10 października 1984 przewodniczący Rady Państwa PRL prof. Henryk Jabłoński.

### Działalność polityczna i społeczna

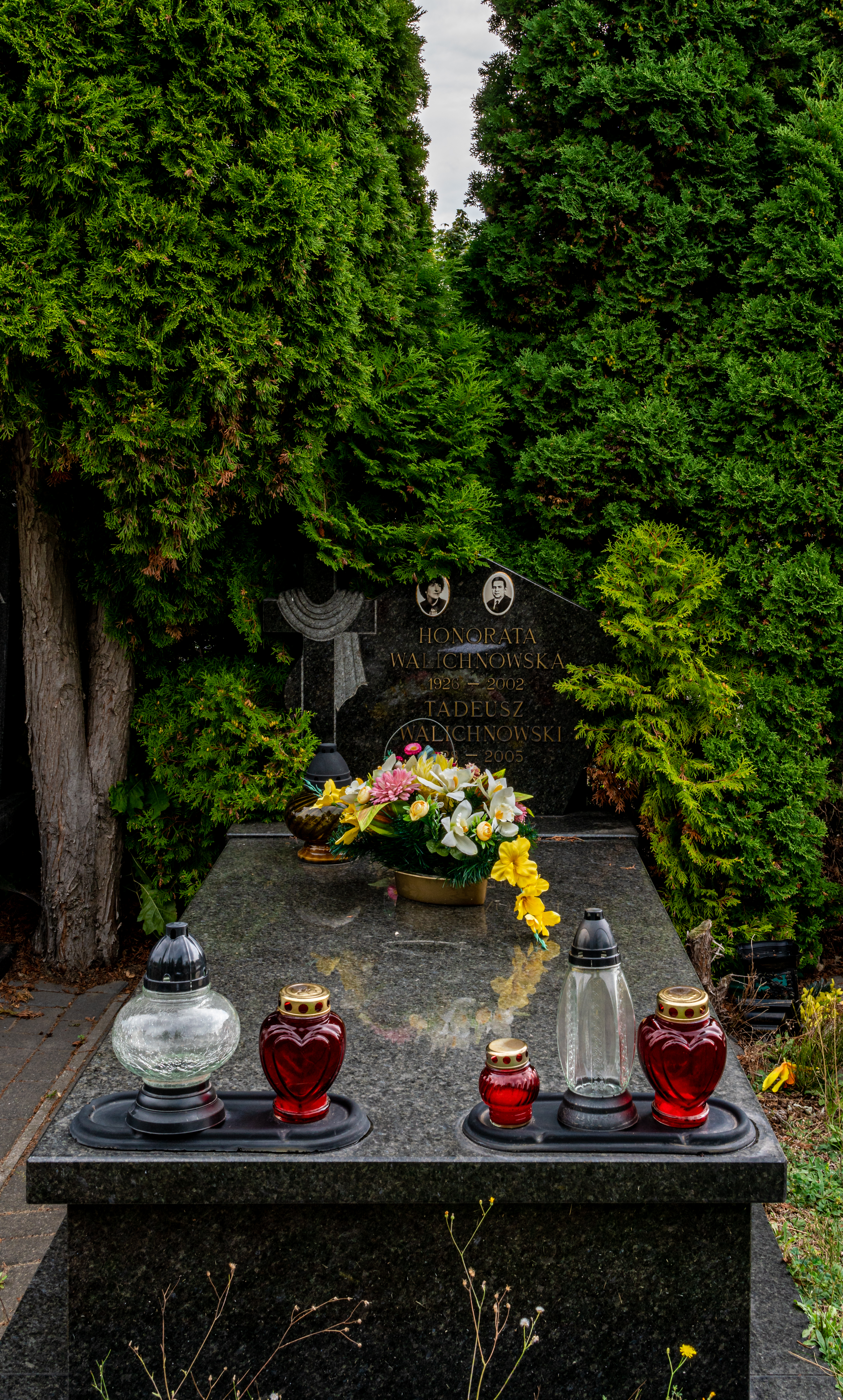
Grób Tadeusza Walichnowskiego na cmentarzu Komunalnym Północnym w Warszawie

W 1945 wstąpił do PPR, a w 1948 do Polskiej Zjednoczonej Partii Robotniczej, której członkiem był aż do jej rozwiązania w 1990. Delegat na IX Nadzwyczajny Zjazd PZPR w lipcu 1981. W latach 1981–1986 był członkiem KC PZPR, a od 1981 także członkiem Komitetu Warszawskiego PZPR. W latach 80. wchodził również w skład Rady Redakcyjnej organu teoretycznego i politycznego KC PZPR Nowe Drogi. W październiku 1981 powołany przez Plenum Komitetu Centralnego PZPR w skład Zespołu dla przygotowania naukowej syntezy dziejów polskiego ruchu robotniczego. W grudniu 1985 wszedł w skład Zespołu do przygotowania projektu "Programu PZPR" na X Zjazd PZPR, który odbył się w lipcu 1986. Należał do ZBoWiD. Zasiadał w Prezydium Komisji Historycznej ZG ZBoWiD (od 1976). Członek Towarzystwa Przyjaźni Polsko-Radzieckiej od 1946, od 1983 był członkiem Krajowej Rady Towarzystwa Przyjaźni Polsko-Radzieckiej. Członek Komitetu Redakcyjnego Zeszytów Naukowych Akademii Spraw Wewnętrznych. W latach 80. należał do Zjednoczenia Patriotycznego „Grunwald”, publikował na łamach tygodnika Rzeczywistość. Był długoletnim członkiem komitetu redakcyjnego kwartalnika KC PZPR „Z Pola Walki”, w którym publikowano artykuły na temat historii polskiego i międzynarodowego ruchu robotniczego i komunistycznego. Członek Międzynarodowej Rady Archiwów (International Council on Archives), członek jej Komitetu Wykonawczego 1976–1979. Członek Stowarzyszenia Archiwistów Polskich. W latach 1976–1980 członek Rady Naukowej Międzynarodowego Centrum Informacji na temat źródeł Historii Bałkanów i Regionu Morza Śródziemnego. Od czerwca 1985 był członkiem Komitetu Redakcyjnego dla opracowania "Pism zebranych" Władysława Gomułki. W latach 1988–1990 – członek Rady Ochrony Pamięci Walk i Męczeństwa.
W maju 1999 został przewodniczącym Rady Naukowej Instytutu Naukowego Związku Żołnierzy Ludowego Wojska Polskiego im. generała Edwina Rozłubirskiego. Jego hobby było gromadzenie medali pamiątkowych poświęconych wybitnym postaciom historycznym.
Był żonaty, żona Honorata Walichnowska (1926-2002). Został pochowany na Cmentarzu Komunalnym Północnym na Wólce Węglowej.

## Publikacje
- Zachodnioniemiecki rewizjonizm, Olsztyn 1961.
- Izrael a NRF. Wyd. Książka i Wiedza, Warszawa 1967.
- Syjonizm a NRF, Wyd. Śląsk, Katowice 1968.
- Izrael-NRF a Polska. Wyd. Interpress, Warszawa 1968.
- Mechanizm propagandy syjonistycznej, Wyd. Śląsk, Katowice 1968.
- Syjonizm a państwo żydowskie. Wyd. Śląsk, Katowice 1968. Seria: Doktryna syjonizmu
- Organizacje i działacze syjonistyczni. Wyd. Śląsk, Katowice 1968, s. 84. Seria: Doktryna syjonizmu
- Wokół agresji Izraela (współautor z J. Dziedzicem), Warszawa 1968.
- Niepokój Polaków: doktryna polityczna Franza Josepha Straussa, Wyd. Śląsk, Katowice 1969.
- Neutralizacja Austrii 1945-1966, Wyd. PWN, Warszawa 1971.
- ZSRR państwo wielonarodowe. Wyd. MON, Warszawa 1972, s. 206. Seria: IPO Ideologia, Polityka, Obronność
- U źródeł walk z podziemiem reakcyjnym w Polsce. Wyd. Książka i Wiedza, Warszawa 1975.
- Sojusz narodów ZSRR i Polski. KAW, Warszawa 1978.
- Powrót Polaków na ziemie piastowskie, z serii Biblioteka Lektora i Aktywisty - Towarzystwo Przyjaźni Polsko-Radzieckiej, Zarząd Główny TPPR, Warszawa 1980.
- U źródeł niepodległości Polski (red.). PWN, Warszawa 1980, ISBN 83-01-01870-4
- „Europeizacja” – doktryna przeciw Polsce. [w:] „Rzeczywistość”, 27 czerwca 1982
- Kult rewizjonizmu terytorialnego w polityce i prawie RFN. PWN, Warszawa 1983.
- Z dziejów politycznych Polski 1944-1984 (współautor z Ryszard Halaba, Henryk Dominiczak). Wyd. KiW, Warszawa 1984, ISBN 83-05-11485-6
- Wybór wydarzeń z dziejów walk w obronie władzy ludowej w Polsce w latach 1944-1952, Krajowa Agencja Wydawnicza Warszawa 1985.
- Kryzysy i konflikty społeczno-polityczne w Polsce, Wyd. ASW, Instytut Historii i Archiwistyki Warszawa 1986.
- Polska Zjednoczona Partia Robotnicza wobec problemów świata, Wyd. ASW Warszawa 1986.
- Filozofia nowego myślenia w stosunkach międzynarodowych, Wyd. ASW Warszawa 1988.
- Ochrona bezpieczeństwa państwa i porządku publicznego w Polsce, 1944-1988 (red.), Wyd. ASW Warszawa 1989.
- Deportacje i przemieszczenia ludności polskiej w głąb ZSRR 1939–1945. Przegląd piśmiennictwa (red.), PWN Warszawa 1989. ISBN 83-01-09450-8
- Stan wojenny w Polsce. Dokumenty i materiały archiwalne, 1981-1983 (red.), Wyd. Comandor Warszawa 2001, ISBN 83-88329-20-0
- Czyja własność? : niemiecka polityka wobec ziem zachodnich i północnych Polski, Wydawnictwo Placówka, Warszawa 2001.

## Nagrody i odznaczenia
- nagrody resortowe (1968, 1972, 1975, 1979, 1981, 1984)
- Nagroda Redakcji Wychowanie i oświata (1971)
- Nagroda Prezydium PAN i Akademii Nauk ZSRR (1981)
- Nagroda im. Ludwika Waryńskiego (1984) za pracę "U źródeł walk z podziemiem reakcyjnym w Polsce" (Książka i Wiedza)[9].
- Krzyż Komandorski Orderu Odrodzenia Polski
- Medal „Za udział w walkach w obronie władzy ludowej”
- Krzyż Oficerski Orderu Sztuki i Literatury (Officier de l’Ordre des Arts et des Letters, Francja, 20.11.1979)
- Medal 10-lecia Polski Ludowej
- Medal 40-lecia Polski Ludowej (1984)
- Medal im. Ludwika Waryńskiego
- Złota Odznaka „Za Zasługi w Ochronie Porządku Publicznego”
- Medal „Zasłużony Działacz Towarzystwa Przyjaźni Polsko-Radzieckiej”” (1989)
- Medal za Długoletnie Pożycie Małżeńskie (2000)[10]
- Medal pamiątkowy z okazji 200-lecia Komisji Edukacji Narodowej (1974)[11]